# Symbole państwowe Czech

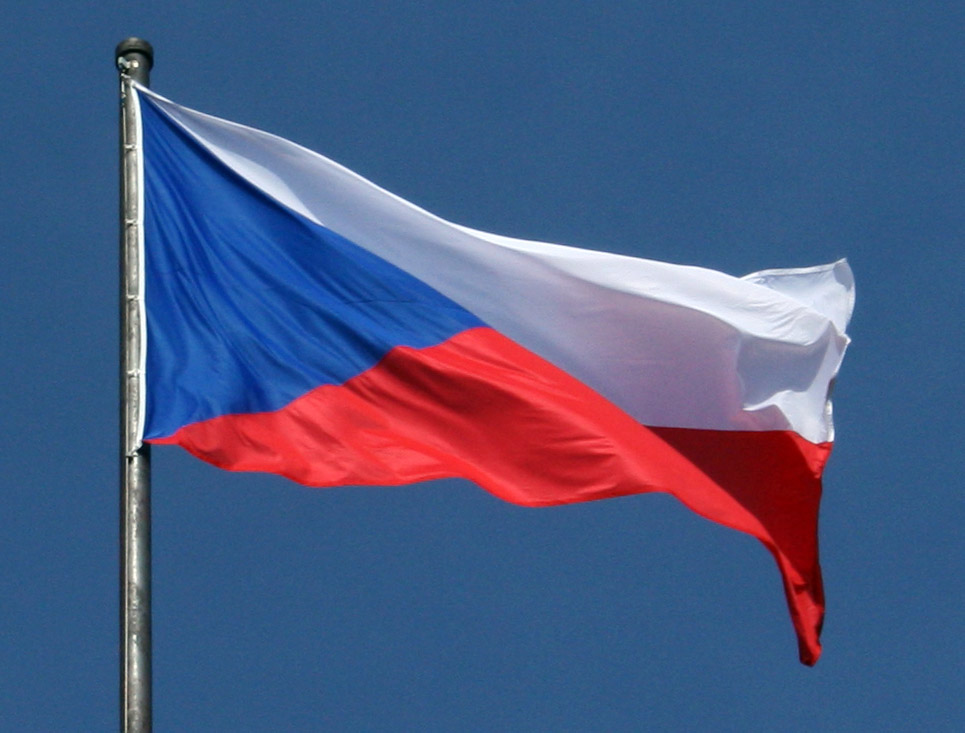
Flaga narodowa Republiki Czeskiej, która była również flagą narodową byłej Czechosłowacji

Do oficjalnych symboli państwowych Republiki Czeskiej należą: flaga, herb oraz hymn państwowy. 

## Symbole konstytucyjne
Artykuł 14 Konstytucji Republiki Czeskiej wymienia jej symbole państwowe: herb, barwy narodowe (biały, czerwony i niebieski, jak również barwy pansłowiańskie), flagę narodową, flagę prezydenta Republiki, oficjalną pieczęć kraju i hymn narodowy. Ustawa nr 3/1993 odnosi się do symboli państwowych i ich użycia. 

Wielki Herb Czech
Mały Herb Czech
Trikolora – barwy narodowe
Flaga Czech i byłej Czechosłowacji
Flaga Prezydenta Czech
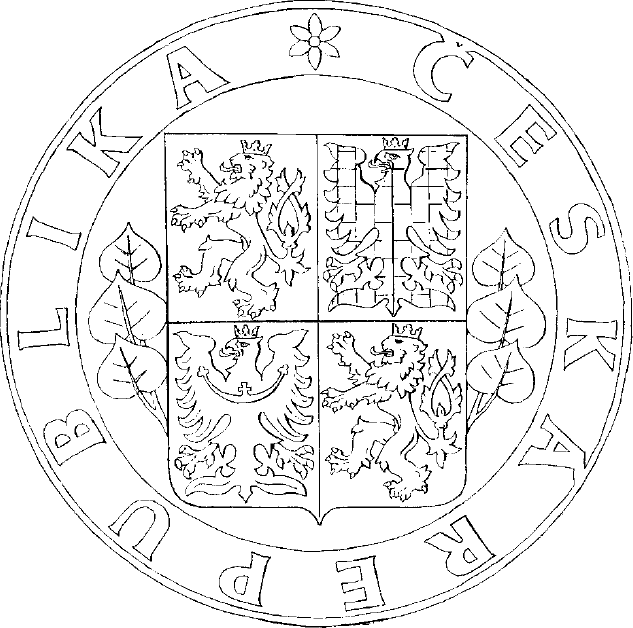
Pieczęć państwowa Czech
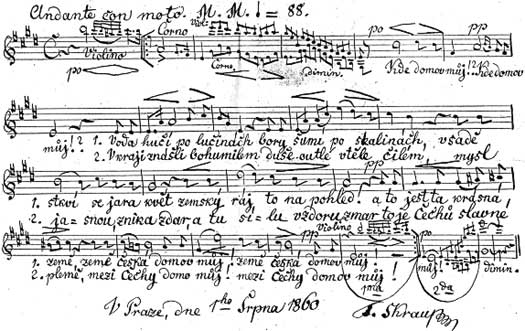
hymn narodowy